# Liste der Flaggen im Landkreis Heidenheim
Diese Liste beinhaltet alle Flaggen im Landkreis Heidenheim in Baden-Württemberg.
In Baden-Württemberg werden zweibahnige Flaggen verliehen, deren Farben den Wappenfarben entsprechen. Dabei wird oft als erste Farbe der Flagge (links vom Betrachter) die Farbe der Wappenfigur und als zweite Farbe die des Wappengrundes genommen. Flaggen, die vor Inkrafttreten der deutschen Gemeindeordnung 1935 geführt wurden, dürfen beibehalten werden, auch wenn diese nicht den heutigen Bestimmungen in Baden-Württemberg entsprechen.

## Landkreis Heidenheim
| Landkreis            | Flagge | Kommentare |
| Landkreis Heidenheim |        | Wappen am 12. September 1955 von der Landesregierung verliehen: „In gespaltenem Schild vorne in Gold (Gelb) ein roter Balken, hinten in Schwarz ein goldener Zinnenturm mit schwarzem Tor und zwei schwarzen Fenstern nebeneinander.“ Flagge: Rot-Gelb. |

## Flaggen der Städte im Landkreis Heidenheim
| Stadt                   | Flagge | Kommentare |
| Giengen an der Brenz    |        | Einhorn im ersten belegten Siegel von 1293, seit 1890 endgültig als einzige Wappenfigur festgelegt. Flagge seit 1546 belegt: „In Blau ein aufgerichtetes goldenes (gelbes) Einhorn.“ Flagge: Blau-Gelb. |
| Heidenheim an der Brenz |        | Älteste Wappendarstellung in Siegel von 1486. Erste farbige Darstellung im Schweickher’schen Atlas des Herzogtums Württemberg von 1575 mit roter Kopfbedeckung, Gewand und Aufschläge. Heutige Farbgebung im Gadner’schen Forstkartenwerk aus dem Jahre 1596 nachgewiesen. Wappen im Jahre 1956 angenommen. Flagge vor Inkrafttreten der deutschen Gemeindeordnung 1935 geführt: „In Gold (Gelb) ein bärtiger Heidenkopf mit rotem Gewand, blauem Kragen und rotem Heidenhut mit blauer Krempe.“ Flagge: Blau-Rot. |
| Herbrechtingen          |        | Wappen und Flagge am 9. März 1953 von der vorläufigen Regierung verliehen: „Von Rot und Silber (Weiß) durch einen doppelreihig in denselben Farben geschachten, schwarz bordierten Schräglinksbalken geteilt, oben und unten je eine alemannische Zierscheibe (achtspeichiges Rad) in verwechselten Farben.“ Flagge: Weiß-Rot. |
| Niederstotzingen        |        | Wappen und Flagge am 12. September 1955 von der Landesregierung verliehen: „In Grün ein silberner (weißer) Trinkstotzen (aus Dauben gefügter Becher) mit nach links gekehrter silberner (weißer) Halteschlaufe.“ Flagge: Weiß-Grün. |

## Flaggen der Gemeinden im Landkreis Heidenheim
| Gemeinde              | Flagge | Kommentare |
| Dischingen            |        | Wappen und Flagge am 9. Februar 1957 vom Innenministerium verliehen: „In gespaltenem Schild vorne in Rot ein aufrechter goldener (gelber) Schlüssel mit linkshin gewendetem Bart, hinten in Gold (Gelb) drei liegende rote Messer übereinander (Spitzen zur Spaltung).“ Flagge: Gelb-Rot. |
| Gerstetten            |        | Flagge mit altem Wappen im Jahre 1953 verliehen. Heutiges Wappen am 21. April 1975 vom Innenministerium verliehen: „In Silber (Weiß) über einem grünen Dreiberg ein nach oben fliegender roter Bussard.“ Flagge: Grün-Weiß. |
| Hermaringen           |        | Naturalistisch dargestellter Laubbaum im Schultheißenamtssiegel aus dem Jahre 1930. Wappen und Flagge am 9. März 1953 von der vorläufigen Regierung verliehen: „Unter grünem Schildhaupt, darin drei sechsstrahlige silberne (weiße) Sterne nebeneinander, in Silber (Weiß) auf grünem Boden eine grüne Linde.“ Flagge: Grün-Weiß. |
| Königsbronn           |        | Zwei-Röhren-Brunnen mit Standbild des Klostergründers König Albrecht auf der Säule im Schultheißenamtssiegel von 1926. Heutiges Wappen 1926 von der Archivdirektion Stuttgart vorgeschlagen. Flagge am 17. August 1957 vom Innenministerium verliehen: „In Schwarz ein goldener (gelber) Schalenbrunnen, von dessen in einer goldenen (gelben) Kleeblattkrone endender Mittelsäule beiderseits je ein goldenes (gelbes) Rohr mit silbernem (weißem) Wasserstrahl hervorgeht.“ Flagge: Gelb-Schwarz.                                                                       |
| Nattheim              |        | Wappen am 10. Juli 1950 verliehen, Flagge am 13. März 1951 von der Landesregierung verliehen: „In Grün eine eingebogene silberne (weiße) Spitze, belegt mit einem achtspeichigen grünen Rad, begleitet vorne von einem silbernen (weißen) Bergmannshammer (Spitze innen), hinten von einer silbernen (weißen) Garnspule, von der oben eine silberne (weiße) Garnschleife ausgeht.“ Flagge: Grün-Weiß. |
| Sontheim an der Brenz |        | Wappen im Jahre 1930 auf Vorschlag der Archivdirektion Stuttgart angenommen. Flagge am 20. September 1957 vom Innenministerium verliehen: „In Silber (Weiß) zwei schräg gekreuzte, aufwärts gerichtete rote Adlerfänge.“ Flagge: Rot-Weiß. |
| Steinheim am Albuch   |        | Buche und Steine als Wappenbild seit dem späten 16. Jahrhundert belegt. Wappen mit grünem Schildhaupt mit zweiendiger silberner Hirschstange am 12. September 1955 von der Landesregierung verliehen. Heutiges Wappen mit Flagge am 16. Juni 1971 vom Innenministerium verliehen: „In Silber (Weiß) auf sechs (1:2:3) aus dem Unterrand emporkommenden, silbern (weiß) gefugten schwarzen Steinen eine grüne Buche, rechts oben eine schräglinke schwarze Hirschstange, links oben ein schräg aus dem Schildrand hervorkommender schwarzer Krummstab.“ Flagge: Grün-Weiß. |